# الحب الحقيقي (فلم)
الحب الحقيقي (بالإنجليزية: Love Actually) هو فيلم بريطاني كوميدي رومانسي، أُصدر عام 2003, كتبه وأخرجه ريتشارد كورتيس، يستعرض الفيلم نماذج مختلفة من علاقات الحب في الحياة بين ثنائيات من مختلف الأعمار ومختلف الطبقات الاجتماعية، سواء الحب الرومانسي أو الحب الأخوي، أو حب الأبناء خلال موسم عيد الميلاد في إنجلترا، يبدأ الفيلم قبل خمسة أسابيع من عيد الميلاد ويتقدم أسبوعاً بعد أسبوع حتى تأتي الخاتمة في آخر شهر من السنة، الفيلم من بطولة نخبة مميزة من النجوم منهم هيو غرانت، إيما تومسن، كولين فيرث، ليام نيسون، آلان ريكمان وكيرا نايتلي

## القصة
تدور أحداث الفيلم في لندن قبل عطلة عيد الميلاد ببضعة أسابيع، حيث تحدث بعض الأمور الغير عادية فالبعض يقع في الحب، والبعض الآخر ينهي قصة حب، والبعض لا يزال وحيدا ويحلم بالعثور على الحب، من خلال قصة ثمانية أشخاص وعلاقاتهم المتنوعة والمتشابكة.

### بيلي ماك وجوي (الصداقة الحقيقية)
بيلي ماك (بيل ناي) مغني روك أند رول تخطى مرحلة الشباب، وتعافى مؤخرا من الإدمان وعاد للساحة الموسيقية بأغنية ناجحة بمساعدة مدير أعماله القديم جوى (جريجور فيشر) ويأمل أن تصل أغنيته للمركز الأول على قوائم الأغنيات في الكريسماس، وفي أثناء جولاتهم الترويجية للأغنية يتسبب بيلي دوما في الألم لجوي بتصرفاته المحرجة وبسخريته منه، إلا أن جوي يفاجأ ببيل في عيد الميلاد يأتي إلى منزله ليعتذر له عما كان يفعله معه، ويخبره أنه حقا يحبه لأنه صديقه الوفي، ويقضيان العيد في حب وصداقة واسترجاع لذكرياتهم.

### جوليت، بيتر ومارك
جوليت (كيرا نايتلي) تتزوج من بيتر (تشيويتل ايجيوفور) في حفل زفاف رائع أشرف على إعداده، وقام بتصويره مارك (اندرو لينكولن) أعز أصدقاء بيتر، والذي يحب جوليت ويخفي مشاعره إلى أن يأتي وقت عيد الميلاد وهو وقت الصدق، فيقرر مصارحتها بمشاعره قبل أن ينساها ويستأنف حياته وصداقته معها ومع بيتر، وكأن شيئا لم يكن.

### جيمي وأوريلا (الحب الصامت)
جيمي (كولين فيرث) كاتب وروائي يكتشف خيانة حبيبته (سيينا جولوري) مع شقيقه الأصغر فيتحطم قلبه، ويعزل نفسه في كوخ يمتلكه في فرنسا وينهمك في الكتابة إلا أنه يتعلق بخادمة برتغالية لا تتحدث أية لغة إنجليزية أو فرنسية، ولكن اللغة لا تقف حاجزا عن تواصلهم ويعود جيمي إلى لندن لدراسة اللغة البرتغالية، ويفضل العودة لقضاء الكريسماس معها بدلا من قضائه مع أسرته، ويذهب إلى المطعم الذي تعمل فيه ليعرض عليها الزواج باللغة البرتغالية البسيطة التي تعلمها فتوافق بالإنجليزية البسيطة التي تعلمتها.

### هاري، كارين وميا (الخيانة)
هاري (آلان ريكمان) مدير لإحدى الشركات الكبرى، تستغل سكرتيرته الجديدة أزمة منتصف العمر وتبدي إعجابها به، وينجذب إليها ويشتري لها قلادة ماسية «هدية الكريسماس»، بينما زوجته كارين (ايما تومسون) مشغولة بأطفالهما، وصديقهم دافيد الذي توفيت زوجته مؤخرا، وحين تعثر كارين على الهدية في معطف زوجها تظن في البداية أنها لها، وبعد مواجهة ومصارحة بين الزوجين يقرران إعطاء زواجهما فرصة أخرى بينما تفوز السكرتيرة بالقلادة الثمينة.

### دافيد وناتالي (الحب من أول نظرة)
دافيد (هيو جرانت) شقيق كارين الذي انتخب مؤخرا رئيسا للوزراء هو شاب وسيم وأعزب ويشعر بانجذاب إلى ناتالي إحدى العاملات في المنزل، والتي تتولى تقديم الإفطار والشاي له، ويقف الأمر عند هذا الحد، ولكن حين يجد رئيس الولايات المتحدة (بيلي بوب ثورنتون) الذي كان في زيارة لإنجلترا يتحرش بناتالي يقرر الدفاع عن بلاده. وفي المؤتمر الصحفي يعرب عن فخر بلاده بفريق البيتلز، وهاري بوتر، واللاعب دافيد بيكهام، وينظر للرئيس الأمريكي، ويقول إن الصديق الذي يتحرش بنا لم يعد صديقا لنا.
ويخشى دافيد من أن عواطفه تجاه ناتالي أصبحت تؤثر في قراراته السياسية فيقرر إرسالها للعمل في مكان آخر، وبينما هو يقرأ كروت هدايا عيد الميلاد يجد كلمات رقيقة منها تعبر عن حبها له فيقرر البحث عنها، ومن خلال الأحداث الكوميدية تنكشف قصة حبهما التي حاولا إخفائها.

### دانيال وكارول وسام وجوانا (الأب وابنه)
يسعى «دانيال» (ليام نيسون) وهو صديق لكارين لتربية «سام» (توماس سانجستر) بعدما توفيت زوجته «جوانا» مؤخراً وأصبح مسؤولاً عن تربيته، وسام هو ابن زوجته جوانا من زواج سابق. فيتقرب «دانيال» منه ويساعده على التقرب من إحدى زميلاته والتي كان قد وقع بحبها في المدرسة، وهي فتاة أمريكية تدعى أيضاً «جوانا» (أوليفيا أولسون) ولكنها لا تعيرهُ أي اهتمامٍ يذكر، فينصحه دانيال بعد حوار بينهما بأن يزاول العزف على الطبول مثلاً، لأن الفتيات يحببن الموسيقيين، ولكن ينتهي به الأمر بتقديمِ عرض سيء في الحفل المدرسي ما يشعره بالإحباط، لأن «جوانا» سترحل لموطنها في الولايات المتحدة برفقة عائلتها بعد نهاية الحفل، ولكن يتمكن سام وبمساعدة «دانيال» من اللحاق بها إلى المطار ويستطيع التهرب من مسؤولي الأمن ليلقي عليها التحية فتقبله جوانا على خده. وفي تلك الأثناء يتعرف «دانيال» على «كارول» (كلاوديا شيفر) وهي إحدى أمهات زملاء سام في المدرسة وذلك أثناء عقد الحفل المدرسي وتنشأ بينهما علاقة صداقة تحمل سمات الإعجاب المتبادل.

### سارة، كارل ومايكل (الحب السري)
سارة (لورا ليني) التي تعمل في شركة التصميمات التي يرأسها هاري وتحب منذ سنوات زميلها كارل (رودريجو سانتورو) وهاري يعلم بهذا الحب ويشجعها على مصارحته، خاصة لأنه في موسم الكريسماس، ولكن سارة لديها أخ معاق ذهنيا تتحمل مسؤوليته، وحين تتعارض حياتها الشخصية وحبها لكارل مع مسؤوليتها تجاه أخيها تضحي بحبها وتختار أخيها الذي تقضي معه الكريسماس.

### كولين، توني، ستاسي، جيني، كارول-آن، هاريت وكارلا
كولين فريسل (كريس مارشال) صديق جوليت وبيتر والفاشل دائما في إقامة علاقات مع الفتيات يقرر السفر للولايات المتحدة، لأنه مؤمن بأنها حافلة بالفتيات الجميلات اللاتي سيقعن في غرامه، لأنه إنجليزي وفي ويسكونسن بالولايات المتحدة يلتقي في أحد الحانات بثلاث فتيات جميلات ويذهب معهن للمنزل، ولكنه يتعلق بزميلة السكن معهم هاريت والتي يعود معها في النهاية لإنجلترا، ويحضر أيضا شقيقتها كارلا لصديقه توني.
وتربط أغنية الكريسماس للمغني بيلي ماك ومطار هيثرو في لندن أحداث حياة معظم شخصيات الفيلم المختلفة، حيث يودعون أو يستقبلون أحباءهم في موسم الكريسماس، وهم يستمعون أو يشاهدون الأغنية من خلال أحداث الفيلم الذي تبلغ مدة عرضه 135 دقيقة.

## الأدوار الرئيسية
| الممثل           | الدور الرئيسي         |  |
| ---------------- | --------------------- |  |
| آلان ريكمان      | هاري                  |  |
| بيل ناي          | بيلي ماك              |  |
| كولين فيرث       | جيمي                  |  |
| إيما تومسون      | كارين                 |  |
| هيو غرانت        | دافيد                 |  |
| ليام نيسون       | دانيال                |  |
| كيرا نايتلي      | جوليت                 |  |
| روان أتكينسون    | روفوس                 |  |
| لورا ليني        | سارة                  |  |
| مارتين ماكوتشو   | ناتالي                |  |
| لوسيا مونيز      | أوريلا                |  |
| تشيويتل ايجيوفور | بيتر                  |  |
| اندرو لينكولن    | مارك                  |  |
| سيينا جولوري     | صديقة جيمي            |  |
| بيلي بوب ثورنتون | رئيس الولايات المتحدة |  |
| رودريجو سانتورو  | كارل                  |  |
| كريس مارشال      | كولين                 |  |
| توماس سانجستر    | سام                   |  |
| كلاوديا شيفر     | كارول                 |  |
| أوليفيا أولسون   | جوانا                 |  |
| هيك ماكاتش       | ميا                   |  |
| نينا سوزانيا     | آني                   |  |
| إيفانا ميليسفيتش | ستاسي                 |  |
| جانيواري جونز    | جيني                  |  |
| إليشا كثبيرت     | كارول-آن              |  |
| شانون إليزابيث   | هاريت                 |  |
| دنيس ريتشاردز    | كارلا                 |  |

## وصلات خارجية
- الموقع الرسمي
- الحب الحقيقي على موقع IMDb (الإنجليزية)
- الحب الحقيقي على موقع ميتاكريتيك (الإنجليزية)
- الحب الحقيقي على موقع الموسوعة البريطانية (الإنجليزية)
- الحب الحقيقي على موقع روتن توميتوز (الإنجليزية)
- الحب الحقيقي على موقع نتفليكس (الإنجليزية)
- الحب الحقيقي على موقع قاعدة بيانات الأفلام العربية
- الحب الحقيقي على موقع ألو سيني (الفرنسية)
- الحب الحقيقي على موقع Turner Classic Movies (الإنجليزية)
- الحب الحقيقي على موقع أول موفي (الإنجليزية)
- الحب الحقيقي على موقع بوكس أوفيس موجو (الإنجليزية)
- BBC News report on the premiere